# 密会 (安部公房)
『密会』（みっかい）は、安部公房の書き下ろし長編小説。ある朝突然、救急車で連れ去られた妻を捜すために巨大病院に入り込んだ男の物語。巨大なシステムにより、盗聴器でその行動を全て監視されていた男の迷走する姿を通して、現代都市社会の「出口のない迷路」の構造を描いている。
1977年（昭和52年）12月5日に新潮社より刊行された。文庫版は新潮文庫で刊行されている。翻訳版も1981年（昭和56年）のJuliet Winters Carpenter訳（英題：Secret Rendezvous）をはじめ、各国で行われている。
作者の随筆・掌編集『笑う月』にも同名の別作品が収録されている。本作品との関連は明記されていないが、一部類似した点が存在する。

## 作品成立・構成
安部公房は『密会』の執筆のきっかけとなったものは、中学校の教師が自分の教え子と関係も持ち、自殺したという新聞記事だとし、それを見た時に、その教師の内面に入ってみたらどうかという考えが浮かび、中学生の女の子が「中心のイメージ」となり、構想が徐々に出来ていったとしている。また救急車のサイレンの音も着想の一つとされる。
安部公房は『密会』の函文では以下のように付記している。
作品構成としては、盗聴器をしかけられ全て監視されていた主人公が、そのテープを聞きながら、自身の行動記録を三人称の「男」を用いて、ノートに記述していったものを軸にしたストーリー展開となり、最後の「付記」では、一人称に戻る。かねてより常に独自の表現を求める安部は、既成の比喩や言い回しを使うことなく、その情景が皮膚感覚として読者に伝わるような独特な表現の世界を描くことを目指しているが、『密会』における空間構造は、8年ぶりに自作を読み返した安部自身が、あまりの不気味さに書いた本人ですらたじろいでしまったという。
安部は作品の一つの骨格となっている「病人と医者」という「管理するものと管理されるもの」の関係性について以下のように語っている。

## 主題
安部公房は『密会』で考えた「弱者の概念」については、「人間の進化」は動物世界の弱肉強食とは違い、「社会のなかに弱者をどこまで包含していくか」が進歩に繋がり、民主主義の概念もこの「逆進化の法則」から出てくるものとし、この概念を短絡してしまうと「全体主義」になる可能性もあると考察して、「進化論的な淘汰の法則に従っている状況であきらかに弱者であったものが、社会構造を持つと別の意味での機能を持って強者に充分なりうる」と説明し、セックス（種としての人間の関係）の弱者ともいえる院長（馬人間）が、社会的関係での権力者で、ある意味での強者となっている作品構造を示唆している。
そして安部は、「今の社会で弱者に希望はないが、その希望のなさに希望をみるよりないように思う」とし、その「現代の都市的状況」を「怪物」と呼んで、弱者を受け入れるためにこの「怪物」から目をそらすことはできないとしている。また、小説の末尾の一行については、「“死ぬ”ではなくて “死につづける”なんだ。もし人間に愛とか希望が生まれてくるとしたら、死ぬことではなくて、死につづけることのなかからではないかと思う」と説明している。
安部は、「逆進化の法則」では弱者の拡大に伴い、医者を再生産せざるを得ないとし、この患者と医者の関係はちょうど民主主義社会が官僚システムを再生産してゆくのと似ていると説明し、医者は「弱者の極限に対応する極限的な善」であると同時に、例外者として「患者を非人間的にあつかう特権」が与えられ、それがある意味、健康に憧れる患者の願望であり、マゾヒスティックな悪魔崇拝を再生産していくという自己矛盾を含む性質となるとし、「これを窮極にまで広げたあるべき〈理想社会〉はひどくねじ曲げられた暗いものにならざるを得ないじゃないか。それが今度の小説のテーマだったんだ」と解説している。
また、小説の冒頭の〈弱者への愛には、いつも殺意がこめられている〉という言葉の意味に触れ、「たとえば、ファシズムだって〈弱者への愛〉のネガティブな表現だろ、人間がかならず死ぬ存在である以上、五体満足な人間がいない以上、身障者への偏見は、本当は自己嫌悪なんだよ。だから医者が逆に自己回復しようとすれば患者になる以外にない」とし、それが作中にある〈良き医者は良き患者〉という考え方であり、安部自身が医学部出身という立場から見た内部告発的な意味合いや、医者が持つ「社会改革者」特有の「特権意識」に対する憎悪に似た感情もあると述べている。安部は自身の「逆進化の法則」論理を肯定しながらも、どうしてもそこに「絶望的なもの」を感じるが、「強者の論理」に与するわけにはいかないとし、「この登場人物たちの彩りは、そこから派生してきた一種の弱者の悪夢なんだよ」と説明している。

## あらすじ
ある夏の夜明け前、救急車が家に押しかけ、妻をさらっていった。男（ぼく）は妻を捜し出すため、奇妙なシステムの閉鎖的な巨大病院に入り込む。そこは、「人間関係神経症」の果てにインポテンツとなった副院長が支配し、彼は自分の治療のために盗聴ポルノ・テープを必要とし、病院の内外に250個近くの盗聴装置を植えつけていた。そればかりでなく、患者との密会のための「連れ出し」を奨励しながら代理業者と結託して、貸衣装のどこかに必ず小型FM発信器を装着させるようにしていた。
妻の消息を一向に掴めず、盗聴器によって監視される男（ぼく）は、他人の下半身を切断し装着している馬（副院長）や、その秘書の女、溶骨症の少女など奇妙な人物達と関わり合いながら、この病院の一大イベントである医者や看護婦から患者まで参加した前夜祭の宴に遭遇する。そこには妻らしき「仮面女」が、オルガスム・コンクールの最有力優勝候補として出演していた。記念祭となる「明日の新聞」には、馬人間と仮面女が舞台の上で交接してみせる模様の記事が載っていた。
溶骨症の少女を副院長から隔離し地下にかくまっていたぼくは、病院内でただ一人、患者になりきれず追い詰められ居場所がなくなった。闇の中、盗聴器を受信している馬（副院長）に向かい、ぼくは患者になることを喚き訴え続けた。だが食料も水も底をつき、ぼくは、「やさしい一人だけの密会」を抱きしめるように、少女を抱きしめる。

## 登場人物
男（ぼく）
32歳。身長176センチ、体重57キロ。やせ型の筋肉質。男性ヌードモデルの経験あり。現在はスバル運動具店に勤務し、ジャンプ・シューズの販売促進係長。妻帯者。5年前に結婚した。
男の妻
31歳。早朝4時ごろ、突然やって来た救急車で病院に搬送され行方不明になる。丸顔で色白。どんぐり眼。
副院長（馬人間）
病院の副院長。軟骨外科の部長兼任。痩せて背も低い小男。インポテンツを患っている。ぼくに、男（ぼく）の盗聴記録が収められたカセットテープ3本を渡し、ノートに妻を捜す男のレポートを書くように命じる。他人の下半身を切断して作ったコルセットを装着し、他人の巨根のペニスを補助下半身にする馬人間。
病院の守衛
老人。実は病院の模範患者。救急車の大野隊長から引き継ぎ、男の妻の身柄をあずかる。自宅に電話をかけようと守衛室から出て以後、妻は行方不明になる。
「真野斡旋」の女
男と同年配。名前は真野圭。「真野斡旋」は病院前にある病院公認の紹介代理業者。手続き業務の代行や、入院セットの品物や、身のまわり品を販売している。店のカウンターには禿げた髭の小男がいる。入院患者連れ出しに必要な貸衣装も扱う。
当直医
男の妻が搬送された日の当直医。独身。大柄で体格がいい。太い黒縁眼鏡のガラスが厚い。職員用の住宅らしき（ホ四）号棟の2階の部屋でオナニーをしているところを、尾行してきた男に覗かれる。男に掴みかかろうと窓から転落して意識を失う。精子を採取し精子銀行に売っている。
女秘書
20代後半。副院長の秘書。短く刈り上げた髪。くりくりと筋肉の固そうな色の浅黒い女。試験管ベビーの出生。死んだ女の卵子と精子銀行の混合精子から合成された。不感症。5年前、院内の言語心理研究所で行われていた実験の元被験者。その時に技師（のちに警備主任）に強姦された。
トレパン姿の若者たち
病院構内に出没する暴力的な警備要員。いがぐり頭に、そろいの口髭。空手部の学生といった印象。実は病院内の患者（耳鼻科、皮膚科、精神科の患者）。蒸しパンのように腫れぼったい顔。女秘書に命令されると九九を朗唱する。
溶骨症の少女
13歳。軟骨外科の入院患者。軟骨外科病棟の8号室に入院。骨がゼリーのように流体化してゆく奇病。人前でオナニーを平気でする。副院長の性の慰み者になっている。少女の母親は、毛穴から綿が吹いてくる「綿吹き病」で死亡。院内の記念館には、その綿で作られたふとんがある。
警備主任
溶骨症の少女の父親。胸幅が厚いがっちりした体格。元電気技師。巨根のペニスの持主。トレパン姿の若者たちにより殺害され、その下半身が副院長の補助下半身として使用される。その後、男が警備主任の後任ということにさせられる。
副院長夫人
副院長の妻。言語心理研究所に勤務。ただの患者でタイピストから研究員の資格を手に入れた。嘘発見器の権威。夫婦の会話にも嘘発見器で確認しながらしていた。インポテンツの副院長とは別居中。
仮面女
「ぼく」の妻らしき女。オルガスム寸前の状態が続いている。人格放棄からくる患者病。副院長は「治す必要はない」としている。
中年男
前夜祭の出演者。小肥り。ステージ上で仮面女と交接を試みる。
看護婦たち
副院長の配下で働く看護婦たち。実験中の副院長のペニスをマッサージしたり、前夜祭出演者の性器に潤滑油をぬったりの処置をする。

## 作品評価・解釈
『密会』は、『箱男』から約4年半後に発表された長編であるが、その前作の複雑な作品構造や小説空間と比較されて論究される面があり、『箱男』が「覗き屋の小説」であるなら、『密会』が「盗聴者の小説」であるとみなされることもある。
高野斗志美は『箱男』を、「都市の廃棄物」「死んだ有機物」の群れ、群衆への「鎮魂の散文詩」とするなら、それに対して『密会』では「残酷な無機物による管理システム」が描かれているとしている。そして高野は、妻を捜していた主人公が、「出口のない迷路の全体そのものが巨大な管理の構造」だと気づいた時に、「すべての行為が無益」であり、自分が「管理の迷路（病院）のなかにとじこめられていること」を知り、〈申し分のない患者になること〉を院長に訴える様相を、「疎外の状況にとじこめられることは、出口をみつけないかぎり、さらに深い疎外へと追放されることなのであり、見はられ管理され、追いつめられていく日常のなかで、人間が感覚の断片に転化していくということ」だと解説している。
平岡篤頼は、現代の「未曾有の性的表象の氾濫」状況を、性が解放されスポーツ化されただけでなく、「営利目的をもって煽り立てられ、常に鼻先に突きつけられ、増産され薄利多売されている」とし、それは、「公娼制度以上に管理と統制の色を濃くし、社会全体の神経をピンク漬にしている」状況であり、社会の煽動と個人の色情が互いに増大させ合う関係性となり、いわば『密会』はそういった「悪循環がエスカレートした果てに現出する、色情地獄という逆ユートピア」を描いていると解説している。

## おもな刊行本
- 『密会』（新潮社、1977年12月5日）
  - 函表文：安部公房。函裏文：ドナルド・キーン、大江健三郎、倉橋由美子。213頁
- 文庫版『密会』（新潮文庫、1983年5月25日）　ISBN 978-4-10-112117-8 
  - カバー装画：安部真知。付録・解説：平岡篤頼。
- 英語版『Secret Rendezvous』（訳：Juliet Winters Carpenter）（Tuttle classics、1981年）